# Spilogona caroli
Spilogona caroli este o specie de muște din genul Spilogona, familia Muscidae. A fost descrisă pentru prima dată de Malloch în anul 1920. Conform Catalogue of Life specia Spilogona caroli nu are subspecii cunoscute.